# Cubas de la Sagra
Cubas de la Sagra es un municipio y localidad española de la Comunidad de Madrid. El término municipal, ubicado en la comarca de la Sagra, tiene una población de 6539 habitantes (INE 2017).

## Geografía
El municipio tiene una superficie de 12,82 km² 

## Historia
Su primitivo nombre fue el de Fuentes Claras y en 1982 celebró el milenario de su fundación, que hicieron los árabes, siendo tomado por Alfonso VI de León en su marcha conquistadora hacia Toledo. Enrique III el Doliente le concedió villazgo, y fue uno de los más importantes de la comarca de la Sagra, llegando a tener por entonces hasta 1000 habitantes.
El rey Juan II de Castilla lo cedió a su pariente Luis de la Cerda, de la Casa Real de Castilla, al ser descendiente directo de los infantes de La Cerda, concretamente de Alfonso de la Cerda (1270-1324/25), hijo mayor de Fernando de La Cerda, primogénito y heredero del rey Alfonso X El Sabio. Su pariente Mafalda de La Cerda y Álvarez Pereira se estableció en la villa de Griñón, cercana a Cubas de La Sagra, al casar con Fernán González de Valverde, IX señor de Castellano, de Alburquerque y de Trujillo, también señor de La Torre y de la Dehesa de Castellanos, que poseía numerosas fincas tanto en Griñón como en Cubas de La Sagra.
Luis de La Cerda y Rojas (¿-1469) era señor de Villoria, de Castrillo, de Valtablado, de Ventosilla, de Cubas de la Sagra y de Griñón. Alcayde mayor de Toledo, señor de Escalona, y miembro del Consejo de Juan II de Castilla. Casó con Francisca de Castañeda, señora de La Palma.
En Cubas de la Sagra, residió la hija de los anteriores, Doña Juana de La Cerda y Castañeda.
En Cubas residió, algún tiempo el hijo de Mafalda de La Cerda, Álvaro González de Valverde y de La Cerda (1389- ? ), X señor de Castellano, así como su hija María González de Valverde y de La Cerda, que casó con Gonzalo de Zúñiga y Medina. Carlos I en su viaje al monasterio de Guadalupe, en Extremadura, pernoctó en esta villa, haciéndolo, según parece, en el convento de Santa Juana el 5 de abril de 1525.

## Demografía
Cuenta con una población de 6988 habitantes (INE 2024).
| Gráfica de evolución demográfica de Cubas de la Sagra entre 1842 y 2021 |
| |
| Población de derecho según los censos de población del INE Población de hecho según los censos de población del INEEn estos censos se denominaba Cubas: 1842, 1857, 1860, 1877, 1887, 1897, 1900, 1910, 1920, 1930, 1940, 1950, 1960, 1970, 1981 y 1991 |

## Comunicaciones

### Por carretera
Para llegar a la localidad de Cubas de la Sagra, hay que acceder por 
- Autovía A-42 desde Madrid salidas 24, 26, 30. Desde Toledo salida 30.
- Carretera M-404, provenientes de Serranillos del Valle, Batres, El Álamo, Batres, Navalcarnero y A-5 por el oeste y por el este Griñón, Torrejón de la Calzada, Torrejón de Velasco, Chinchón y las autovías A-3 y A-4.
- Desde la M-417, proveniente de la M-404 y Griñón por el oeste, y desde el sureste A-42 y Casarrubuelos.

### Transporte público
Solo se puede acceder en transporte público mediante autobús interurbano. Dos líneas tienen parada en el municipio:
| Línea | Recorrido                                     |
| ----- | --------------------------------------------- |
| 460   | Madrid (Plaza Elíptica) - Parla - Batres      |
| 468   | Getafe – Griñón / Casarrubuelos / Serranillos |

## Educación
En Cubas de la Sagra hay una escuela infantil (una pública) y dos colegios públicos de educación infantil y primaria bilingüe, además de un instituto de secundaria también bilingüe, el IES Sor Juana de la Cruz.

## Patrimonio
- Iglesia de San Andrés Apóstol.
- Pila renacentista en la capilla bautismal.
- Capilla del Cristo del siglo XVII.
- Sepulcros.
- Archivos.
- Monasterio de Santa Juana o de Nuestra Señora de la Cruz, que conserva elementos arquitectónicos renacentistas. La primitiva obra correspondía al siglo XV. Fue objeto de la predilección de reyes y prelados.
- Antigua fábrica de San Antonio.

## Fiestas
Se celebran tres fiestas importantes:
- San Blas, el 3 de febrero.
- Virgen del Amor Hermoso, llamada también "de las mujeres", que se celebra el último fin de semana de mayo.
- Cristo de la Esperanza, que se celebra el 2.º fin de semana de septiembre.